# Hugo Tabilo
Hugo del Carmen Tabilo Avilés (* 15. September 1956 in Socos, Ovalle) ist ein ehemaliger chilenischer Fußballspieler. Der Abwehrspieler absolvierte drei Länderspiele für Chile. Auf Vereinsebene wurde er mit dem CD Cobreloa viermal chilenischer Meister und erreichte zweimal das Finale der Copa Libertadores.

## Karriere

### Verein
Hugo Tabilo begann seine Profikarriere 1976 bei Deportes Ovalle in der Primera División und stieg mit dem Klub 1977 in die zweite Liga ab. Nach einer Saison in der unteren Spielklasse wechselte der Verteidiger 1979 zum CD Cobreloa. Beim Klub aus der Atacama-Wüste erlebte er seine erfolgreichste Zeit. Bis 1990 lief er in 374 Ligaspielen auf und erzielte 13 Tore. Damit gehört er zu den Spielern mit den meisten Einsätzen für die Zorros del Desierto. Mit Cobreloa gewann Tabilo in der Zeit von 1980 bis 1988 vier Meistertitel sowie die Copa Chile 1986. Auch international sorgte er mit dem Klub aus der Stadt Calama für Überraschungen. Bei der ersten Teilnahme an der Copa Libertadores 1981 erreichte Chiles Meister überraschend das Finale und zog erst im Entscheidungsspiel gegen Brasiliens Topverein Flamengo Rio de Janeiro den Kürzeren. Im Entscheidungsspiel sorgte Zico mit seinen beiden Treffern für den Erfolg der Brasilianer. Bei der Copa Libertadores 1982 kam Cobreloa erneut ins Finale, unterlag dort aber Peñarol Montevideo nach einem torlosen Unentschieden im Rückspiel durch ein Tor in der vorletzten Spielminute. Tabilo spielte das letzte Mal bei der Copa Libertadores 1989 international, Cobreloa schied aber nach dem Gruppensieg und Achtelfinalerfolg im Viertelfinale gegen den uruguayischen Vertreter Danubio FC aus.
1991 wechselte Tabilo zu Deportes Antofagasta und verbrachte seine beiden letzten Karrierejahre beim Klub aus der Industriestadt im Norden des Landes. Nach seinem Karriereende kehrte der frühere Nationalspieler nach Calama zurück, arbeitete dort zeitweise als Co-Trainer oder als Jugendtrainer. Zudem arbeitete er für den Bergbaukonzern Codelco in der Mine Radomiro Tomic.

### Nationalmannschaft
Hugo Tabilo debütierte für die Nationalmannschaft Chiles im Juni 1984 unter Trainer Isaac Carrasco beim Freundschaftsspiel gegen England. Nach einem weiteren Freundschaftsspiel wurde der Abwehrspieler letztmals bei der 1:2-Niederlage gegen Uruguay in der Qualifikation zur Fußball-Weltmeisterschaft 1986 eingesetzt.

## Erfolge
Cobreloa
- Chilenischer Meister: 1980, 1982, 1985, 1988
- Chilenischer Pokalsieger: 1986
- Finalist der Copa Libertadores: 1981, 1982